# Gobierno de Acuerdo Nacional
El Gobierno de Acuerdo Nacional (GAN; en árabe حكومة الوفاق الوطني ) fue un órgano ejecutivo de transición auspiciado en 2015 por Naciones Unidas para la dirección política de Libia, creado en el contexto de la segunda guerra de Libia entre las fuerzas leales a la Cámara de Representantes y otras afiliadas al islamista Congreso General Nacional.  
El Gobierno de Acuerdo Nacional fue sustituido en marzo de 2021 por el Gobierno de Unidad Nacional encabezado por Abdul Hamid Dbeibé como primer ministro y por Mohamed Menfi como presidente del nuevo Consejo Presidencial, tras la celebración del Foro de Diálogo Político Libio celebrado en Ginebra bajo los auspicios de Naciones Unidas y la ulterior ratificación por la Cámara de Representantes.  

## Creación
El GAN (o GNA, por sus siglas en inglés) se desarrolló en una cumbre política en Sjirat, Región de Rabat-Salé-Kenitra, Marruecos, a través del Acuerdo Político Libio, y contó con el apoyo de la Cámara de Representantes, si bien fue vetado por el Congreso General. Sin embargo, la Cámara tampoco llegó a aprobar formalmente la lista de ministros propuesta para integrar este Ejecutivo. 
Una sección mayoritaria de la Cámara denunció presiones internas para no votar y firmó un documento informal respaldando al GNA. Con esta legitimación interna, los miembros del GNA desembarcaron en Trípoli y, con el apoyo de diversas milicias, se hicieron primero con el control de parte de la capital y posteriormente consiguieron controlar todos sus distritos.
El GNA se complementó con un Consejo Presidencial, un órgano colegiado en el que residía la soberanía estatal y que proponía a los miembros del Gobierno. Hasta 2021, bajo el mandato de Fayez al-Sarraj, el cargo de Presidente del GNA llevaba asociado el cargo de Primer Ministro de la nación, al igual que ocurrió con los vicepresidentes, que eran designados vice primeros ministros.

## Desarrollo
Conforme aumentaba la crudeza de los combates, Naciones Unidas y la Unión Europea se vieron obligadas a amenazar a los dos parlamentos rivales de Libia con un embargo petrolero y con sanciones económicas si no se sentaban en la mesa de negociaciones, convencidas de que no había solución militar al conflicto y de la necesidad de formar un gobierno de unidad transitorio. Lograron así un primer acercamiento entre ambos bandos, que fue coordinado por la Misión de Apoyo de las Naciones Unidas en Libia (también conocida por las siglas UNSMIL, del inglés United Nations Support Mission in Libya), y coordinada por su representante especial, el diplomático y político español Bernardino León.
La primera ronda de las conversaciones tuvo lugar en Ginebra entre miembros de la Cámara de Representantes de Libia y representantes tribales de las principales ciudades del país, si bien los delegados del Congreso General en Trípoli se negaron a acudir, sosteniendo que el diálogo tendría que tener lugar sólo en Libia. Por otro lado, las milicias del Amanecer Libio se comprometieron a cesar las hostilidades en lo que duraban las negociaciones, a lo que el Ejército respondió con una declaración similar, si bien seguiría luchando contra Ansar al-Sharia en Bengasi.
Sin embargo, en febrero de 2015 comenzaron de nuevo los enfrentamientos entre el Amanecer y el Ejército en torno a los puertos petroleros del Golfo de Sirte.
A pesar del fracaso de la primera ronda, Naciones Unidas intentó organizar una segunda tanda de negociaciones dentro del país, para lograr así la asistencia de los parlamentarios de Trípoli. La elección de la ciudad donde éstas tendría lugar ya fue motivo de disputa, siendo las ciudades candidatas Ghat, Gadamés, y Kufra. Finalmente acordaron reunirse en Marruecos, que si bien no era territorio libio, era un país musulmán y africano, hecho que pareció conformar a los delegados islamistas.
A lo largo de sucesivas reuniones en Marruecos, Libia y en Ginebra entre los miembros de la Cámara de Representantes y el Congreso General, así como de autoridades civiles, se redactaron un total de tres borradores, pero todos fueron rechazados por diferentes motivos. Sin embargo, un cuarto borrador fue bien recibido por la mayor parte de los negociadores. El documento recogía importantes reformas en el sistema de gobierno de la nación africana:
- En primer lugar, los delegados tendrían que elegir, con el beneplácito de la Cámara y del Congreso, un nuevo Gobierno de Acuerdo Nacional, con un presidente y un primer ministro a su cabeza.[7]

- La Cámara de Representantes seguiría siendo el órgano legislativo, pero se formaría un Consejo de Estado Superior que actuaría a modo de Cámara alta, participando en la elaboración y aprobación de las leyes.[7] De los ciento veinte miembros que compondrían esta nueva institución, noventa provendrían del Congreso General original, es decir, de los miembros que se eligieron en las elecciones de 2012.[8]

- El conjunto formado por los negociadores de ambos bandos y del resto de representantes libios se transformaría en el Comité de Diálogo Político. Estaría en contacto directo con Naciones Unidas para supervisar el cumplimiento del pacto firmado, pero su autoridad real sobre el país quedaría sin determinar. Se formarían además otro consejos y comités como el de Apoyo y Promoción de la Mujer.[7]

Tras una negociación ardua, el 12 de julio, el cuarto borrador fue ratificado en Sjirat por los negociadores de la Cámara de los Representantes y varios representantes civiles, pero el Congreso General se negó a acudir al encuentro. Entre los firmantes estaban todos los delegados de la Cámara y los alcaldes de numerosas ciudades como Misurata, Trípoli, Sebha y Zliten. Además, firmaron como testigos un miembro de la Alianza de Fuerzas Nacionales y el líder de los Hermanos Musulmanes en Libia, Mohamed Sowan. En una rueda de prensa conjunta, los embajadores para Libia de Canadá, Francia, Alemania, Italia, Marruecos, Portugal, Rusia, España, Turquía, Reino Unido, Estados Unidos y la Unión Europea bendijeron el acuerdo. El jefe de la misión de Naciones Unidas, Bernardino León, agradeció a todos los participantes su compromiso por la paz y expresó su deseo de que el Congreso General volviera a la mesa de negociaciones, al tiempo que advertía sobre posibles acciones legales contra quienes trataran de impedir el proyecto.
Aunque el Plan de Paz firmado el 12 de julio se había clasificado como "definitivo", León decidió incluir algunas de las reformas propuestas por el Congreso General con las que logró que volvieran a la mesa de negociaciones. Entre algunos cambios, la Sharia (la ley islámica) pasó a ser considerada como "fuente de ley" y la composición del Consejo de Estado se reformaba a 145 miembros, 134 de los cuales deberían pertenecer a los electos en 2012. Pero la más importante fue que a este órgano se le concedió un cierto poder directo y no consultivo, ya que su aprobación pasó a ser necesaria para la elección de numerosos cargos dentro de la Administración (jefe de la Corte Suprema, jefe del Banco Central, etc.). No obstante, estas medidas resultaron infructuosas, pues el Congreso General se negó a enviar su lista de candidatos al nuevo Gobierno de Acuerdo Nacional hasta que no se incluyeran más de sus modificaciones, y la Cámara de Representantes amenazaba con retirarse después de estos últimos cambios, que consideraron una traición.
En un movimiento a la desesperada, el jueves 8 de octubre Bernardino León acordó con los representantes de ambos bandos reunidos en Sjirat pero sin el beneplácito de sus respectivos parlamentos la elección de los miembros de un Consejo Presidencial, del que después dependería el resto de ministros del Gobierno de Acuerdo Nacional. Fayez al-Sarraj, un miembro de la Cámara de Representantes, fue elegido como candidato a primer ministro. Para el cargo de vice primer ministro se designaron a tres personas distintas, uno para cada región histórica de Libia (Tripolitania, Cirenaica y Fezzan): Ahmad Mitig, Fathi al-Majbari y Musa al-Koni; Ali Qatrani de Tobruk, Omar al-Aswad de Zintan, Mohamed al-Ammari, representante del Congreso, y otros dos miembros (Abdessalam Kajman y Ahmed Hamza) completaban dicho órgano. Para la presidencia del Consejo de Estado se propuso al islamista Abdulrahman Sewehli, a pesar de que lo acordado en el propio Plan de Paz era que éste se eligiera en la primera reunión del mismo órgano.
Finalmente, se consiguió organizar una reunión para cerrar el proceso en la misma ciudad marroquí de Sjirat, ya con un nuevo  jefe de la misión de Naciones Unidas, el alemán Martin Kobler. Los acuerdos alcanzados se plasmaron en el documento denominado Acuerdo Político Libio, que se firmó en Sjirat el 17 de diciembre de 2015.
El 25 de enero se votó en la Cámara de Representantes de forma simultánea el plan de paz de la UNSMIL y la primera lista de ministros propuesta por el Consejo. En lo que respecta al programa de transición ratificado en Srijat, los diputados votaron a favor del proyecto en su conjunto, pero, en una ronda aparte, votaron en contra del artículo 8, que concedía al Consejo el poder de nombrar cargos dentro del Ejército. Esto supuso un primer problema, y es que el propio documento recogía que tenía que ser aprobado o denegado en su conjunto. Kobler dijo tomar nota de las preocupaciones de la Cámara, si bien no se hizo ninguna modificación inmediata del tratado. En lo que respecta a la lista propuesta de ministros, ésta fue rechazada por ser demasiado larga, compuesta de 32 ministerios y 2 viceministros para cada cargo.
El 14 de febrero el Consejo logró proponer una lista reducida de 18 ministerios, aunque dos de sus miembros —Qatrani y al-Aswad— se negaron a firmarla por discrepancias en torno a la persona que debía ocupar el Ministerio de Defensa. Ante esta nueva lista, de difícil rechazo, los opositores del Gobierno de Acuerdo Nacional decidieron dejar de acudir a las sesiones de la Cámara de Representantes, de forma que éstas se posponían hasta alcanzar el quorum necesario, haciendo así que el Gobierno no pudiera ser ratificado. En este escenario, 100 de sus 176 miembros firmaron a título personal un documento respaldando el proyecto de paz y denunciando presiones internas para no votar.
Con esta nueva legitimación interna, que si bien carecía de carácter legal, el propuesto Gobierno de Acuerdo Nacional se declaró a sí mismo ya enteramente como el Gobierno en funciones y por tanto como el nuevo representante del pueblo libio, papel que fue aceptado por las Naciones Unidas y la comunidad internacional. Este acto fue, por supuesto, no reconocido ni por el Congreso General ni por la Cámara de Representantes. El gabinete de Sarraj se convirtió pues en un tercer gobierno en el exilio y con sede en Túnez, con reconocimiento a nivel exterior pero sin ningún poder factual dentro del territorio libio. La Unión Europea expresó su apoyo al nuevo ejecutivo imponiendo sanciones a los líderes del Congreso —Abu Sahmain— y la Cámara —Aguilah Issa—.

## Miembros

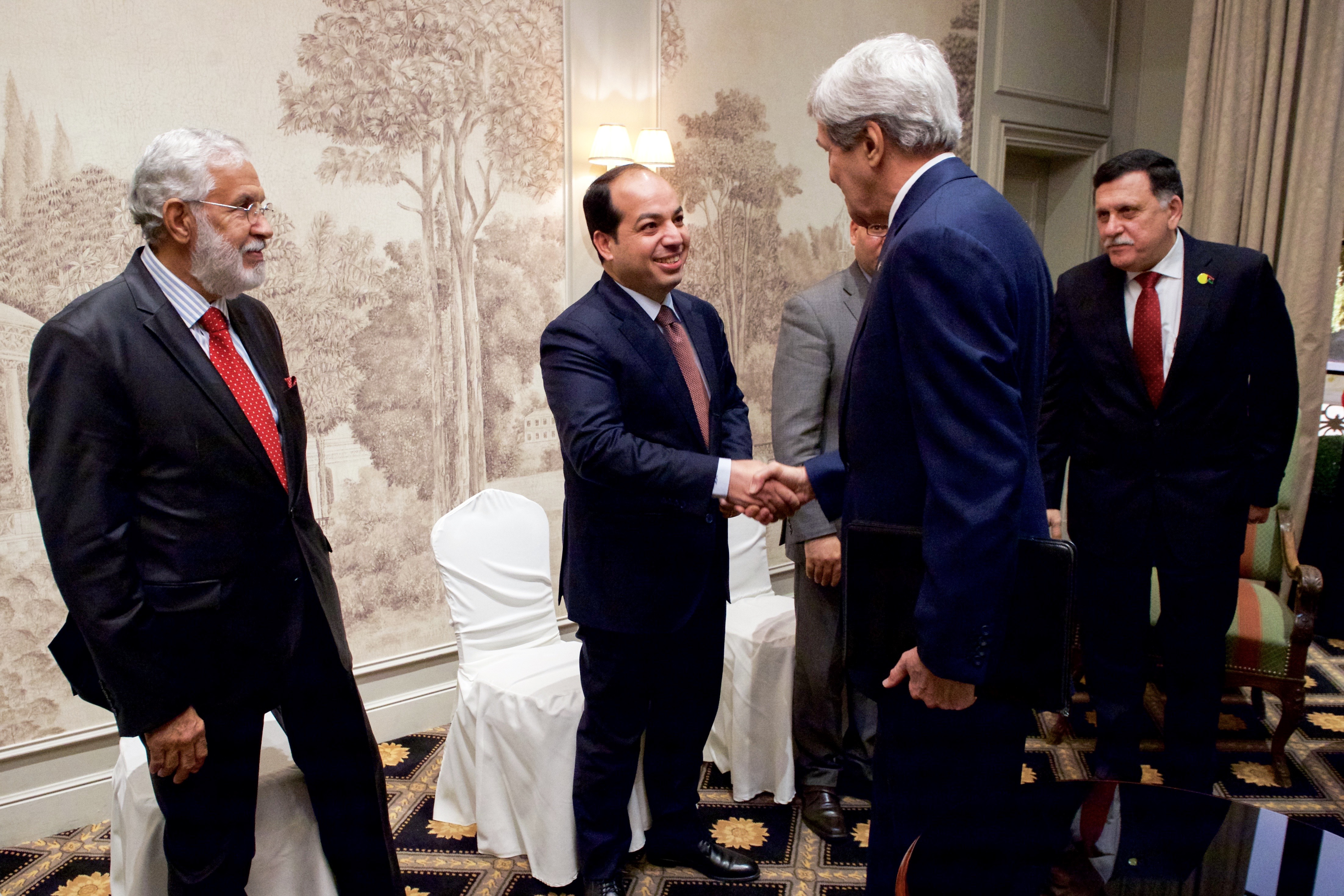
Fayez al-Sarraj (al fondo a la derecha) y Ahmad Mitig (estrechando la mano a John Kerry)

Fayez al-Sarraj ocupó tanto el cargo de Presidente del Consejo Presidencial como el de Primer Ministro del GNA. Al-Sarraj es un tecnócrata y no una figura de poder en sí misma, pero se apoyó en los otros ocho miembros del Consejo Presidencial, los cuales están vinculados a los principales actores del conflicto:
- Ahmad Mitig representaba a la ciudad de Misurata, la mayor aliada del GNA tanto a nivel político como militar.

- Ali Faraj al-Qatrani era el representante los intereses del Ejército y del general Haftar. Al-Qatrani boicoteó el Consejo Presidencial en repetidas ocasiones por desoír sus demandas. Al-Qatrani es un importante aliado de otro miembro del Consejo, Omar Ahmed al-Aswad. Al-Aswad representa a la ciudad de Zintan.

- El político Abdelsalam Kajman vinculado al Partido Justicia y Construcción, la filial libia de la Hermandad Musulmana.

- Los miembros restantes fueron Musa al-Kuni (en representación del Sur de Libia), Mohamed Ammari (en representación de los miembros del Congreso General a favor del diálogo político) y Fathi al-Majbari, ligado a las fuerzas rebeldes cirenaicas.

Otras dos figuras clave dentro del GNA fueron el ministro del Interior Al-Aref al-Khuja (con formación policial y en contacto con las milicias de Trípoli) y el ministro de Defensa Mahdi al-Barghati, un miembro del Ejército lo suficientemente alejado de Haftar como para que sea aceptado por otros grupos del país —y, de hecho, rechazado por el propio general—. Ambos dejaron sus puestos a lo largo de 2018.
En enero de 2017 Musa al-Kuni dimitió de su puesto como señal de protesta, después de que Fathi al-Majbari aprovechara una ausencia temporal de Sarraj para nombrar por su propia cuenta a varios nuevos ministros.
En septiembre de 2017, Fathi al-Majbari se unió al campo de los "boicoteadores" (Qatrani y al-Aswad) y, en un comunicado conjunto, acusaron a Sarraj de actuar de forma unilateral y de violar el acuerdo político.

## Cronología de acontecimientos (2016-2021)
En marzo de 2016, Fayez al-Sarraj y otros cinco miembros del Consejo Presidencial intentaron trasladarse a Trípoli desde Túnez para hacerse cargo de la dirección política del país. Las milicias islamistas que apoyaban al Congreso General y al Gobierno de Salvación (entonces presidido por Jalifa al-Ghawil, que había sustituido a Omar al-Hasi) trataron de impedir su llegada. Sin embargo, aquellos componentes de la coalición Amanecer Libio, la cual controlaba la capital, rápidamente declararon su apoyo al Consejo Presidencial. Esto incluye a numerosas brigadas de Misurata y a otras brigadas de la propia ciudad, como Qubat al-Radaa o la Brigada Nawasi.
En un primer momento, Sarraj y el resto de representantes intentaron aterrizar en el aeropuerto de Mitiga, pero tuvieron que desviar su destino tras ser recibidos con disparos de baterías antiaéreas. Unos días más tarde, el 30 de marzo, los delegados partieron en barco de la ciudad tunecina de Sfax y consiguieron desembarcar en la base naval de Abu Sitta, donde contaron con la protección de una parte del Ejército y determinadas milicias de Misurata radicadas en la ciudad. A pesar de que por primera vez desde el principio de la guerra dos Gobiernos contrapuestos se encontraban en una misma ciudad, no hubo ningún enfrentamiento entre las fuerzas de ambos bandos, sino que cada una de ellas se limitó a acuartelarse en torno a sus edificios de gobierno. Cabe destacar, no obstante, dos altercados, y es que la sede del canal islamista Al Nabaa TV y la oficina de Ghawil en la carretera Sikka fueron tomadas por hombres leales al Gobierno de Acuerdo. En los días siguientes, Sarraj visitó importantes lugares de la capital como la Plaza de los Mártires o la Mezquita de Mizran, al tiempo que se citó con otras personalidades del Banco de Libia o la Compañía Nacional de Petróleo, que le expresaron su apoyo. El propio enviado de la ONU, Martin Kobler, que se desplazó brevemente a la ciudad.
A medida que transcurría el tiempo, no obstante, se empezó a hacer evidente el fracaso del Gobierno de Acuerdo Nacional en monopolizar la dirección política del país. En primer lugar, una de las sesiones de la Cámara de Representantes finalmente alcanzó el quorum necesario para votar sobre la aprobación de los miembros del gabinete —ésta llevaba posponiéndose continuamente desde febrero de 2016—, pero el resultado fue negativo. Al-Sarraj anunció que el Consejo Presidencial no presentaría una tercera lista de ministros hasta que la Cámara se comprometiera plenamente con el proyecto de paz y aceptara o reformara su texto. Es necesario recordar que la Cámara llegó a votar a favor del plan de paz ratificado en Srijat, pero rechazó el Artículo 8 (que entregaba al Gobierno de Acuerdo Nacional el control del Ejército). 
Igualmente al-Sarraj acusó al director del Banco Central de Libia, Sadiq el-Kaber, —que originalmente se posicionó a favor del Ejecutivo de transición—  de tratar de realentizar el proceso de inyección de capital para evitar una devaluación de la moneda, agravando la situación del país. Sin suficientes fondos, el Gobierno no pudo llevar a cabo ninguna medida para mejorar la situación nacional, como, por ejemplo, financiar la reforma de las Fuerzas Armadas. Otro problema a nivel económico fue que el presidente de la Compañía Nacional de Petróleo, Mustafa Sanalla, empezó a exportar crudo desde los puertos de Sirte recién capturados por Haftar (a pesar de que se había negado a hacerlo cuando estaban bajo el control del Gobierno, alegando el temor a una huelga de trabajadores).
También desde el propio bando de partidarios del Gobierno de Acuerdo Nacional surgieron complicaciones, y es que el presidente del Consejo de Estado Superior, Abdulrahman Sewehli, declaró unilateralmente que el órgano pasaba a ser la única asamblea legislativa —en vez de ser una Cámara alta— y que la Cámara de Representantes había quedado deslegitimada. La medida no tuvo ninguna repercusión, pues no existía ninguna clase de relación parlamentaria entre ambos cuerpos, pero deterioró aún más las relaciones.

### Intento de Golpe de Estado
El 14 de octubre, Jalifa al-Ghawil y otros miembros del Gobierno de Salvación Nacional y del Congreso General Nacional (remanente), que inicialmente habían abandonado Trípoli, reaparecieron en la capital con vehículos armados y tomaron el control del Hotel Rixos al-Nasr, donde se reunía el Consejo de Estado Superior. Puesto que los guardias de la instalación llevaban meses sin cobrar, decidieron rendir el edificio sin oponer resistencia.
Inicialmente al-Sarraj y los demás miembros del Gobierno de Acuerdo Nacional trataron de actuar con normalidad para mantener el orden público, buscando así deslegitimar el poder de los golpistas, cuyo control se limitaba al hotel y sus aledaños. Sin embargo, la situación se agravó cuando la milicia semioficial de la Sala de Operaciones de los Revolucionarios Libios (SORL) declaró su apoyo al resurgido Gobierno de Salvación. Días más tarde, milicianos leales a al-Ghariani (vinculados a las Brigadas de Defensa de Bengasi) y miembros de las brigadas de Misurata de Salah al-Badi organizaron un convoy militar que desfiló por la Plaza de los Mártires y en el cual se leyó un manifiesto que criticaba al Consejo Presidencial.
Durante ese periodo parecía que Libia iba a contar con tres Gobiernos diferentes: el de la Cámara de Representantes de Tobruk, el Gobierno de Acuerdo Nacional y el autodenominado Gobierno de Salvación Nacional. 

### 2017-2021
Tras varios meses de tensiones, en marzo de 2017 las milicias de Trípoli, principalmente las Brigadas Revolucionarias de Trípoli y otras aliadas con ellas, consiguieron derrotar a las fuerzas de Salah al-Badi y expulsar de la ciudad a Jalifa al-Ghawil y al autodenominado Gobierno de Salvación Nacional. Aunque dos meses después, en mayo, Badi y Ghawil intentaron entrar de nuevo en Trípoli, fueron rechazados.
Desde entonces, el Gobierno de Acuerdo Nacional consiguió prevalecer en Trípoli, si bien sigue dependiendo de las milicias de la ciudad. Se reclamaba que acometiera una reforma y reforzamiento de los Ministerios de Defensa y de Interior para contar con estructuras militares y policiales verdaderamente de Estado (lo cual podría implicar la desmovilización de las milicias y la integración de una parte de sus efectivos en los nuevos cuerpos de seguridad estatales). La Misión de Apoyo de las Naciones Unidas en Libia (UNSMIL) da asistencia al Gobierno de Acuerdo Nacional para realizar la reforma de las estructuras de Estado y para atender a las necesidades de la población. En este periodo se mantuvo la dualidad entre el Gobierno de Acuerdo Nacional y las estructuras de poder de la Cámara de Representantes de Tobruk.